# Spitalbrücke (Nürnberg)
Die Spitalbrücke ist ein Brückenbauwerk in Nürnberg und verbindet in Höhe des Heilig-Geist-Spitals die Sebalder Stadtseite mit der Insel Schütt.

## Geschichte
1457 wurde am Platz einer von der Pegnitz zerstörten älteren Holzbrücke hinter dem Wehrgang der vorletzten Stadtmauer von 1320/25 zwischen der hinteren Großen Insel Schütt und dem Kirchhof des Heilig-Geist-Spitals, welcher heute Hans-Sachs-Platz heißt, die Spitalbrücke in erhöhter Form erneut aus Holz wieder aufgebaut. Ebenso wie ihr südliches  Gegenstück, die Heubrücke, ersetzte man sie 1485 durch einen Steinbau. Beide Brücken  wurden um die Mitte des 19. Jahrhunderts dem erhöhten Verkehrsaufkommen angepasst und verbreitert.